# Ipomoea hypargyraea
Ipomoea hypargyraea är en vindeväxtart som beskrevs av August Heinrich Rudolf Grisebach. Ipomoea hypargyraea ingår i släktet praktvindor, och familjen vindeväxter. Inga underarter finns listade i Catalogue of Life.